# Ian Binnie
Pour les articles homonymes, voir Binnie.
William Ian Corneil Binnie  est un ancien juge de la Cour suprême du Canada. Il est juge puîné de 1998 à 2011. Il a été nommé à ce poste par l'ancien premier ministre libéral Jean Chrétien. Il occupait à la Cour suprême l'un des postes réservé à un juriste ontarien.